# ناثیمینتو
ناثیمینتو (به اسپانیایی: Nacimiento) یک شهرستان در شیلی است که در استان بیوبیو واقع شده‌است. ناثیمینتو ۹۳۴٫۹ کیلومتر مربع مساحت و ۲۶٬۵۲۳ نفر جمعیت دارد و ۵۷ متر بالاتر از سطح دریا واقع شده‌است.